# 樟宜

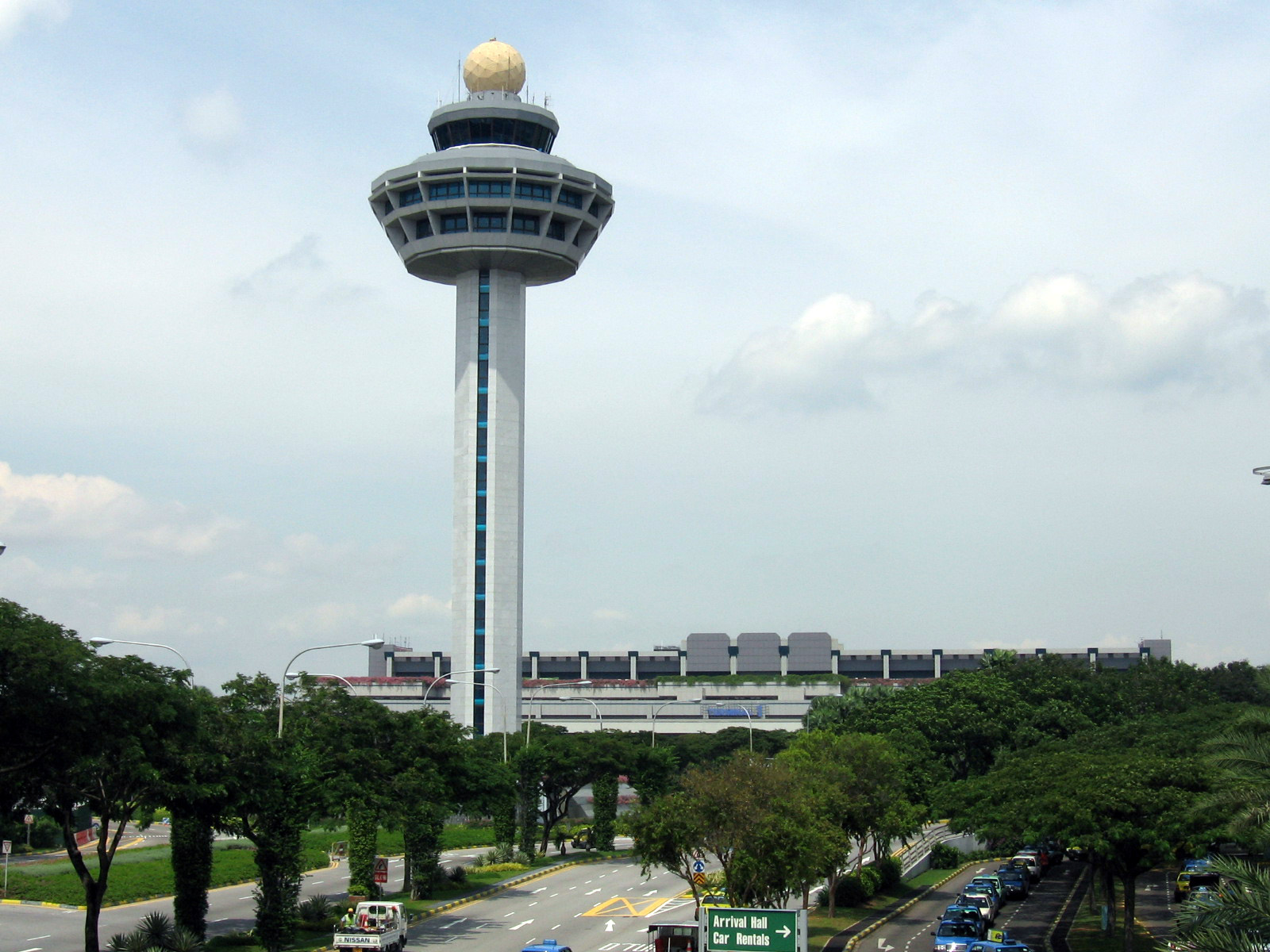
樟宜機場

樟宜（英語：Changi）位處新加坡東部，是樟宜國際機場所在，也是樟宜監獄所在，樟宜海軍基地也位於該區。該處在新加坡1942年2月淪陷後被日軍用作囚禁在新加坡、馬來西亞地區俘虜的战俘。由於沿海，樟宜設有樟宜碼頭。
詹姆士·卡莱维（英語：James Clavell）的小說作品《鼠王》（King Rat，1962年）根據他二戰時被囚於樟宜戰俘營的經歷寫成。

## 地名起源
- 早期馬來語中樟宜被稱為“Tanjong Rusa”，此名字始見於1604年葡萄牙傳教士艾勒迪亞（Emanuel Godinho De Eredia）的地圖。樟宜這個地名也很古老，早在1828年富蘭克林（Franklin）和菲利浦傑克森（Philip Jackson）所繪製的地圖中，馬來半島的最南端即被稱為“Tanjong Changi”。此名字對馬來人很熟悉，尤其是在16世紀時期坐落於柔佛河的柔佛王國，因為該處是船隻來往柔佛海峽的必經之地。
- 有非常多關於這個名字的解釋，有一說是指一種在此區生長的攀緣灌木“changi ular”（Apama corymbosa），另一說是一種在19世紀數量眾多的高大樹木“dhengai ”(Balanscarpus heimii)。樟宜或許是指一種樟樹種類“chengai”，大量的原生樟木常使用於建造房屋與家具，由於堅固、色沉而極富有價值。
- 新加坡島早期1820-30代的研究中指出，富蘭克林船長（Capt.Franklin）早期是新島的考察員之一，故樟宜又稱為富蘭克林點（Franklin Point）；在1867年–1941年間，成為英国直轄殖民地（Crown colony），主張保留現存的馬來名。
- 約1900年代，當地常有老虎出沒，母虎在抵達新加坡前，常常從柔佛游泳至烏敏島（Pulau Ubin）休息，在Fairy Point上岸而在附近產下小老虎，因此在新島的老虎總是非常年幼。

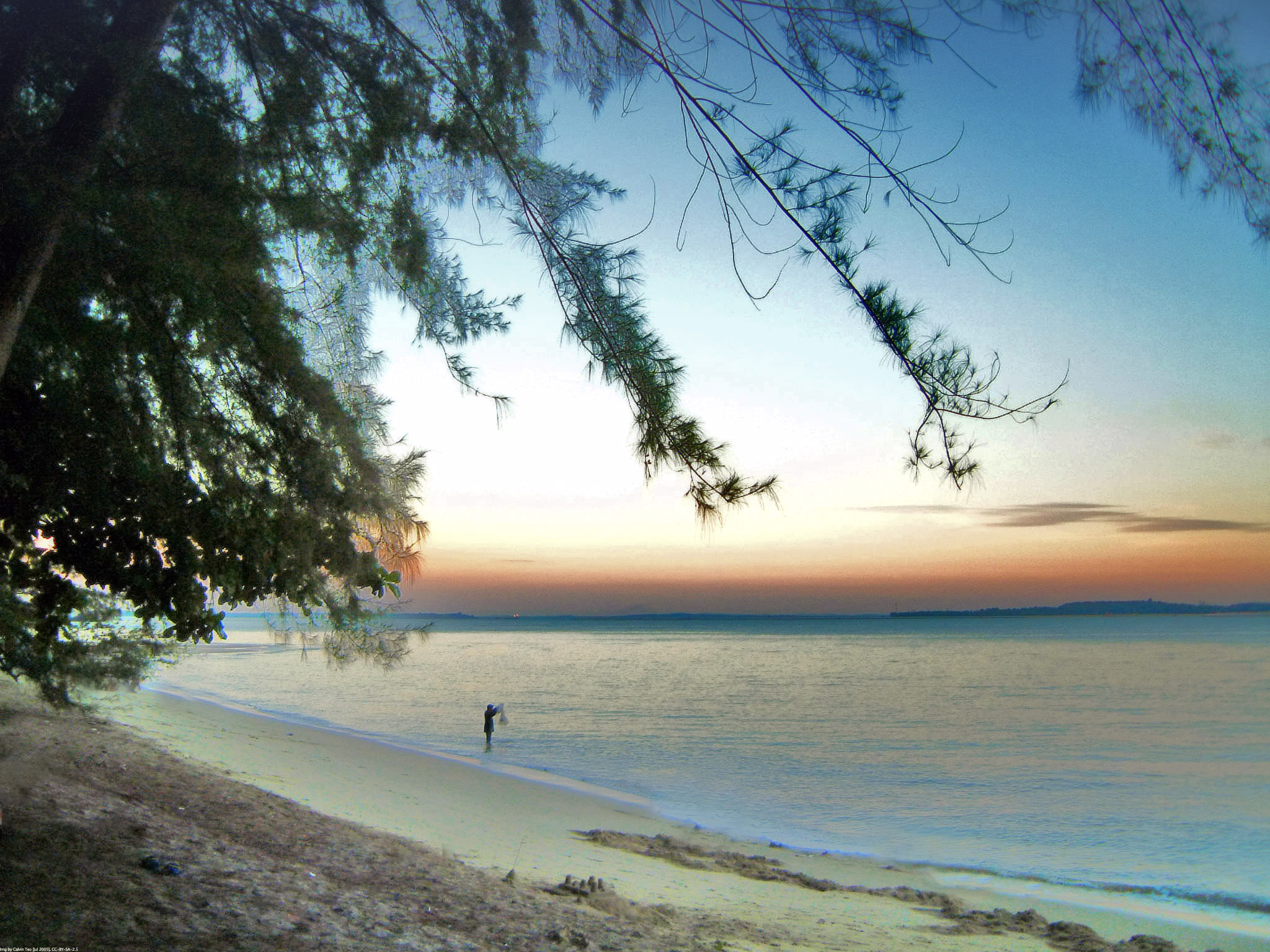
樟宜日落

## 參考資料

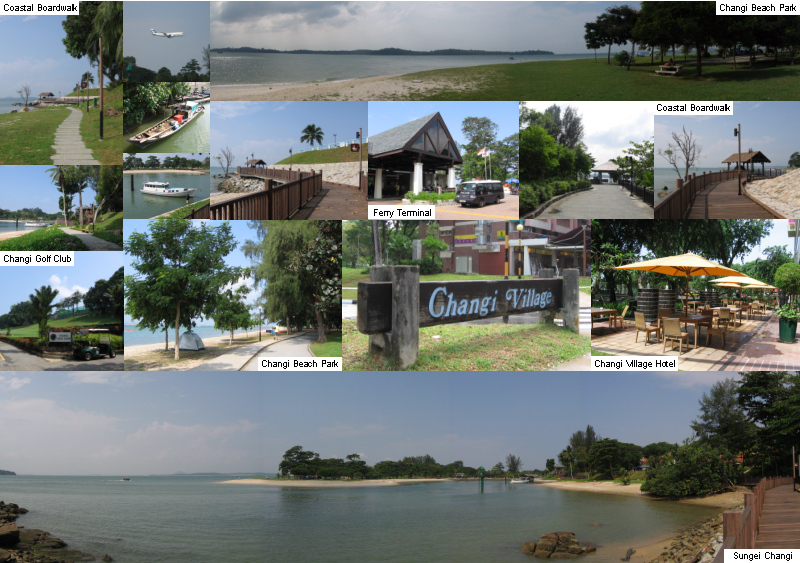
樟宜地区剪接图，包括双溪樟宜 (樟宜河), 樟宜海滨公园, 樟宜高尔夫俱乐部, 樟宜木板路, 樟宜码头 和 樟宜村酒店.

## 相关景点
- 樟宜木板路
- 樟宜村
- 樟宜國際機場
- 樟宜監獄
- 舊樟宜醫院